# Migsey Dusú
Migsey Dusú Armiñán (25 gennaio 1972) è un'ex schermitrice cubana.

## Palmarès
In carriera ha conseguito i seguenti risultati:
- Giochi Panamericani:

L'Avana 1991: argento nel fioretto a squadre.
Mar del Plata 1995: oro nel fioretto a squadre.
Winnipeg 1999: oro nel fioretto a squadre ed individuale.